# Aeroportul Kilkenny
Aeroportul Kilkenny (IATA: KKY, ICAO: EIKK) este un aeroport din Kilkenny, Comitatul Kilkenny, Leinster⁠(d), Irlanda.
Situat la o altitudine de 91 m, aeroportul dispune de 1 pistă.

## Infrastructură

### Piste
Aeroportul dispune de o singură pistă. Pista are orientarea 09/27. 